# Roula – Dunkle Geheimnisse
Roula – Dunkle Geheimnisse ist ein Drama des Regisseurs Martin Enlen, der auch das Drehbuch schrieb, aus dem Jahr 1996. In der Hauptrolle verkörpert Anica Dobra die junge Roula, die bereits seit ihrer frühesten Kindheit von ihrem Vater sexuell missbraucht wird.

## Handlung
Der erfolgreiche Kinderbuchautor Leon hat vor zwei Jahren seine Frau bei einem Motorradunfall verloren. Seitdem findet er keine Freude mehr am Leben, leidet unter Schreibblockaden und Depressionen. Um etwas Ablenkung und Inspiration für ein neues Buch zu finden, fährt er mit seiner elfjährigen Tochter Tanja für ein paar Wochen nach Dänemark.
In einem Bungalowpark am Strand lernt er Roula kennen, die dort gemeinsam mit ihrem Vater die Ferienanlage betreibt. Leon ist sofort von der jungen Frau fasziniert. Doch sie gibt sich distanziert, und er spürt, dass sie ein Geheimnis verbirgt. Ganz allmählich ergründet er ihre Vergangenheit und erahnt, dass sie seit dem Selbstmord ihrer Mutter von ihrem pädophilen Vater sexuell missbraucht und seelisch manipuliert wird. Als er die scheue Frau, die den Missbrauch immer noch verdrängt, damit konfrontiert, weicht sie überfordert zurück und hält zu ihrem Vater. Roulas Freundin, die Leon als Autor kennt, warnt ihn vor der Tragweite von Roulas Problemen und rät ihm, sich besser auf seine Kindergeschichten zu konzentrieren. Später wirft Leon verzweifelt eines seiner Bücher ins Feuer.
Während Leon versucht, ein neues Werk zu beginnen, spielt Tanja alleine am Strand. Roula wirft ihm wütend vor, nicht ausreichend auf sie aufzupassen, und ermahnt ihn, mehr Verantwortung für Tanja zu übernehmen. Roulas Vater versucht mehrfach, sich Tanja unter verschiedenen Vorwänden anzunähern. Kurz darauf ertappt Roula ihren Vater, wie er Tanja halbnackt fotografiert. Sie ist entsetzt und konfrontiert ihn mit der Aussage, dass „er doch sie“ habe, um schließlich ihr Unverständnis darüber zu äußern, was er jetzt mit dem fremden Mädchen vorhabe.
Die Aufnahmen der Sofortbildkamera, die Roulas Vater von Tanja gemacht hat, fallen Leon in die Hände. Alarmiert fährt er zu dem Haus der Sievers. Dort hat sich Roula in ihr Zimmer zurückgezogen und drückt weinend ein Stofftier an sich, während sie sich zugleich mit einer Schere in eines ihrer Handgelenke sticht. Ihr Vater stürmt ins Zimmer, entreißt ihr das Stofftier und wirft es in ein offenes Feuer. Anschließend nötigt er sie, ihm die Haare zu schneiden und ihn danach, wie üblich, in der Badewanne zu befriedigen. Roula hat jedoch statt Bademittel eine brennbare Flüssigkeit in das Badewasser gegeben. Als ihr Vater in der Wanne liegt, entzündet sie das Bad mit einem Streichholz und rennt davon, während ihr Vater lebendigen Leibes verbrennt. Leon kommt ihr im Hausflur entgegen und erkennt, was sie getan hat. In der letzten Einstellung betonieren Leon und Roula den Leichnam gemeinsam an einem Spielplatz am Strand ein.

## Produktionsnotizen
Mark von Seydlitz und Ludwig Waldleitner produzierten für Roxy Film im Auftrag des WDR, des BR und des SWF. Die Dreharbeiten begannen im August 1994 und endeten im darauffolgenden Monat. Gedreht wurde in Dänemark, genauer in den Orten Blokhus, Hirtshals, Løkken und Hjørring. Su Proebster war für das Szenenbild verantwortlich, Bernd Mollenhauer half Martin Enlen bei der Erstellung des Drehbuchs und Ronald Siemoneit war der Standfotograf.

## Erscheinungstermine
Roula – Dunkle Geheimnisse wurde in den deutschen Kinos am 23. Mai 1996 erstmals gezeigt. Am 4. Dezember desselben Jahres erschien der Film auf Video.

## Kritiken
TV Spielfilm konstatiert, dass „[d]ie herausragende Studie seelischer Pein … auf Betroffenheitsduselei [verzichtet]“. Das Fazit der Programmzeitschrift lautet: „Tabuthema als emotionaler Sprengsatz“.
Das Lexikon des internationalen Films ist der Ansicht, dass der Film „… an der übertriebenen Bedeutungsschwere seiner Bilder und Motive krankt“.

## Sonstiges
Martin Enlen gab mit Roula – Dunkle Geheimnisse sein Debüt als Spielfilmregisseur.